# جوليان كوتيه
جوليان كوتيه هي ممثلة كندية، ولدت في 7 مايو 1990.

## وصلات خارجية
- جوليان كوتيه على موقع IMDb (الإنجليزية)
- جوليان كوتيه على موقع ألو سيني (الفرنسية)
- جوليان كوتيه على موقع قاعدة بيانات الفيلم (الإنجليزية)
- جوليان كوتيه على موقع كينوبويسك (الروسية)